# Тухлянська (пам'ятка природи)
Тухля́нська — пралісова пам'ятка природи місцевого значення в Україні. Розташована в межах Сколівського району Львівської області, на південь від села Либохора. 
Площа 21,7 га. Статус присвоєно згідно з рішенням Львівської обласної ради від 12.03.2019 № 816. Перебуває у віданні ДП «Славський лісгосп» (Тухлянське лісництво, кв. 35, вид. 45, 46). 
Статус присвоєно з метою збереження унікальних залишків корінного природного старовікового лісу, у деревостані якого переважають листяні породи. Територія пам'ятки природи розташована при вершині гори Тетерівка (1148,7 м), що в гірському масиві Сколівські Бескиди. 